# Toopkhaneh
.

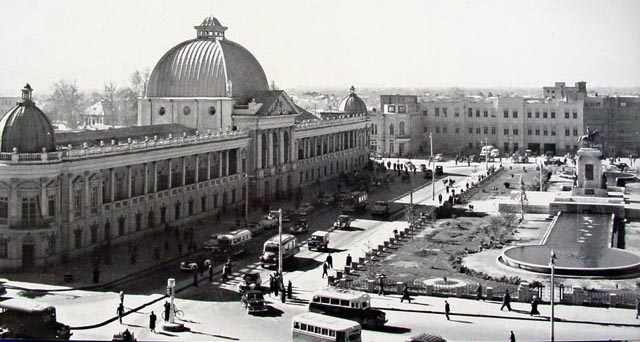
Praça de Toopkhāneh em Teerã/Teerão

Toopkhāneh (significa literalmente  Toopkhāneh, que é Toop, Canhão, e Khāneh - Casa: Casa do canhão, onde estavam os canhões.) é a principal praça da cidade e um bairro situado no sul do distrito central da cidade de Teerã/Teerão.